# Любомирка (Кропивницкий район)
Любомирка (укр. Любомирка) — село в Александровской поселковой общине Кропивницкого района Кировоградской области Украины.
До 2020 года входило в Александровский район
Население по переписи 2001 года составляло 423 человека. Почтовый индекс — 27316. Телефонный код — 5242. Код КОАТУУ — 3520582003.

## Известные уроженцы
- Поцелуйко, Семён Фёдорович (1884—1941) — командир Красной армии.